# 1. bokeljska brigada (NOVJ)
Za druge 1. brigade glejte 1. brigada.
1. bokeljska brigada je bila brigada v sestavi Narodnoosvobodilne vojske in partizanskih odredov Jugoslavije in ki je delovala med drugo svetovno vojno na področju Kraljevine Jugoslavije.

## Zgodovina
Brigada je bila ustanovljena 5. oktobra 1944 v vasi Zupci pri Trebinju. Ob ustanovitvi je imela približno 800 borcev in je bila v sestavi Primorske operativne skupine 2. udarnega korpusa.
Dva bataljona brigade sta osvobodila Budvo, Bar in Ulcinj. Skupaj z 10. črnogorska brigada je 9. decembra osvobodila Danilovgrad in 18. decembra prodrla v Podgorico.

## Organizacija
- štab
- 4x bataljon